# Om (flod)
Om (russisk: Омь) er en flod i den sydlige del af den vestsibiriske slette i Rusland. Den er en højre biflod til Irtysj, og er 1.091 km lang, med et afvandingsområde på 52.600 km².
Den begynder i Vasjugansumpene på 145 moh, i grænseområderne mellem Novosibirsk og Omsk oblast. Den løber derfra i hovedsagelig vestlig retning gennem de nordlige dele af Barabasletten. Fra sit midterløb begynder floden at meandere kraftigt, og munder ud ved byen Omsk ud i floden Irtysj, på 69 moh.
Nær mundingen har den en vandføring på 50 m³/s (minimum i marts med 4,9 m³/s, maksimum i juni med 156 m³/s). I sit nedre løb er floden 120 m bred og 2 m dyb, med en strømhastighed på 0,3 m/s. De vigtigste bifloder er Itsja, Kama og Tartas.
Om fryser til i månedsskiftet oktober / november, og er frosset over til forårsflommen begynder i april / maj. Floden er sejlbar til Kujbysjev ved høj vandstand, men er ikke en officiel vandvej.